# Kleine Pleiße (Rötha)
Die Kleine Pleiße (auch Kleine Pleiße Rötha) ist ein ehemals natürlicher, später künstlich überformter Nebenarm der Pleiße bei Rötha in Sachsen. Sie ist zu unterscheiden vom gleichnamigen Abfluss des Markkleeberger Sees südlich von Leipzig.

## Verlauf
Die Kleine Pleiße zweigt am Pleißewehr Gaulis von der Pleiße nach Osten ab und verläuft in nördlicher Richtung in Windungen durch ein Waldgebiet am Nordostufer des Stausees Rötha. An der Stadtgrenze von Rötha nimmt sie das Ablaufwasser des Stausees Rötha auf und fließt entlang der Bebauungsgrenze. Hier mündet der von Osten kommende und unter der Stadt verrohrte Bach Rietzschke.
Am Gelände des ehemaligen Gutes und Schlosses Rötha tritt sie in den Schlosspark ein, den sie bis zur Verbindungsstraße Rötha–Böhlen (S72) durchquert. Nach der Straßenunterquerung fließt sie weiter nach Norden, bis sie am Bahndamm der ehemaligen Bahnstrecke Böhlen–Espenhain scharf nach Südwesten abbiegt. Entlang des Bahndammes erreicht sie den Neumühlgraben, um nach etwa 150 Metern mit diesem nunmehr in der Nähe von Böhlen in die Pleiße zu münden.
Auch der südlich des Stausees von der Pleiße abzweigende Seezulauf heißt Kleine Pleiße.

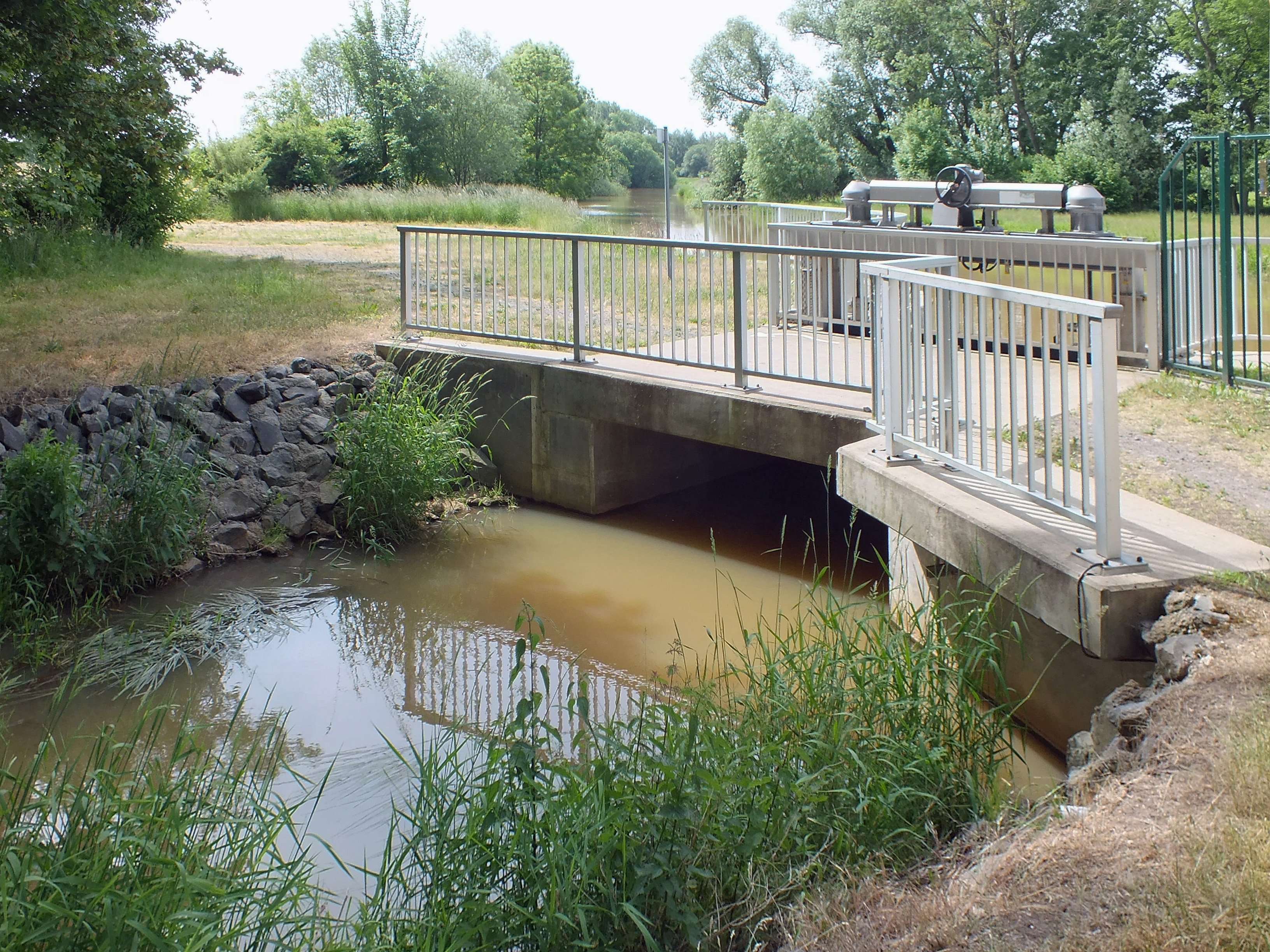
Abzweig der Kleinen Pleiße am Wehr Gaulis
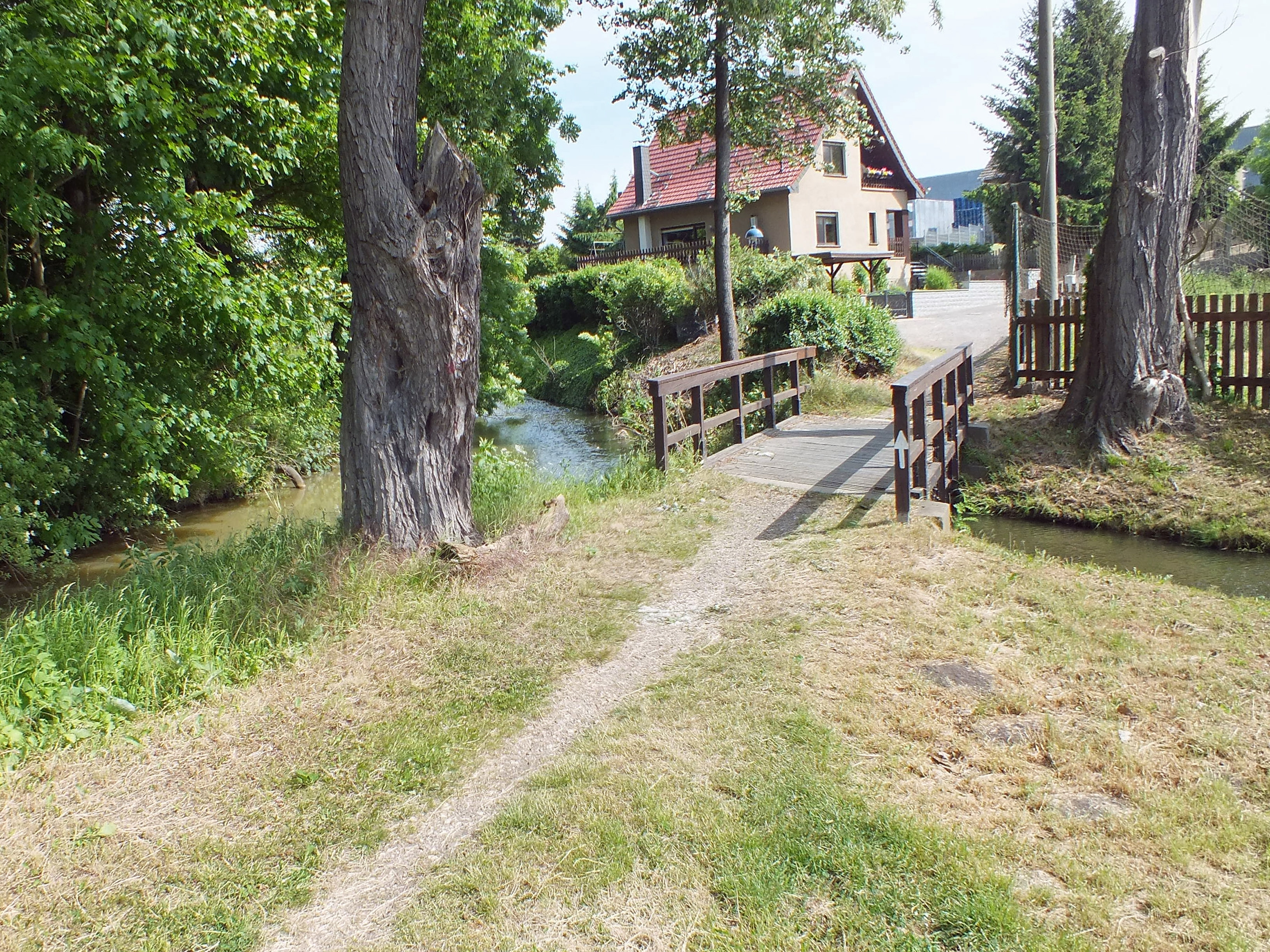
Vereinigung mit dem Abfluss Stausee Rötha
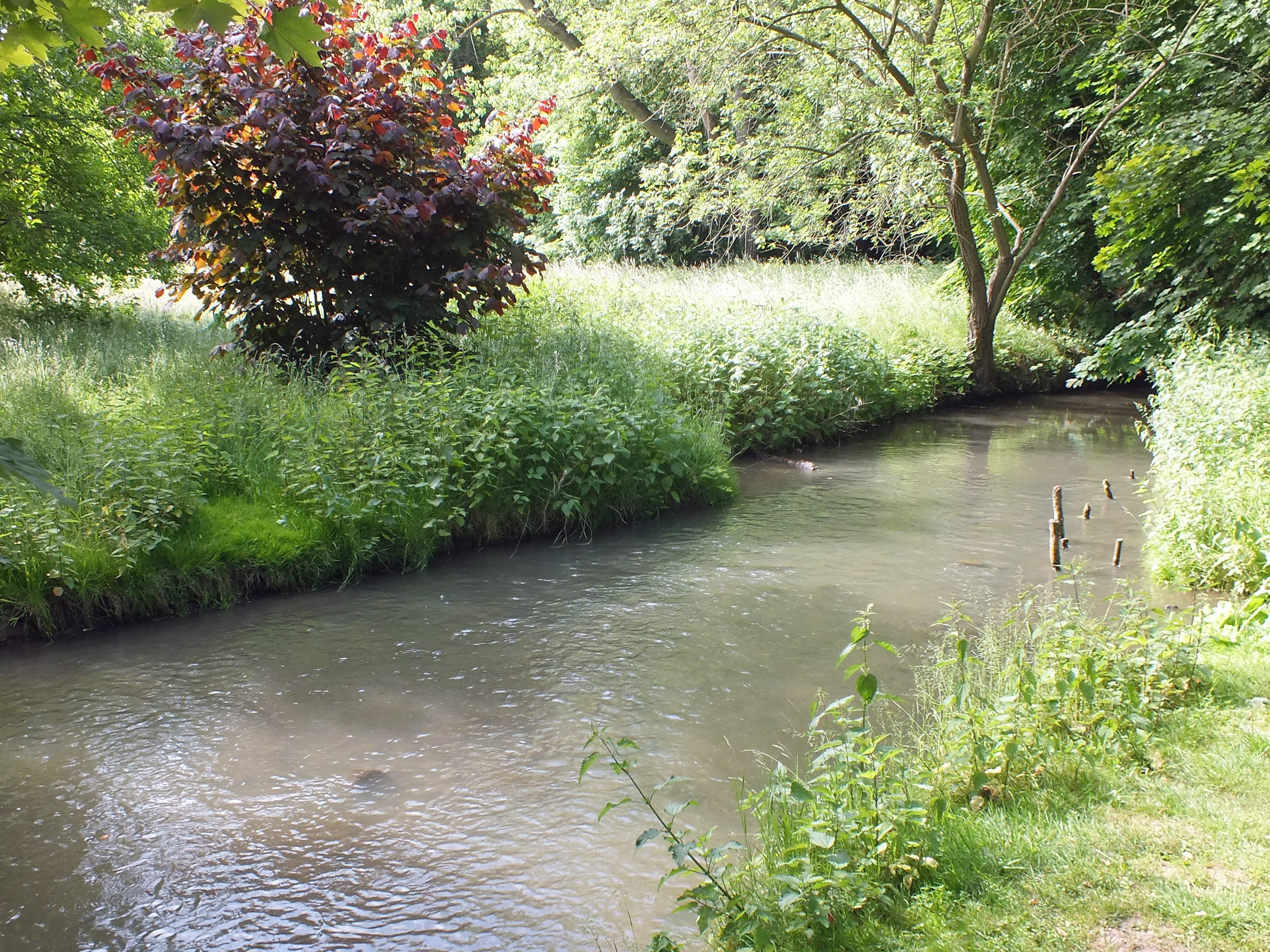
Im Röthaer Schlosspark
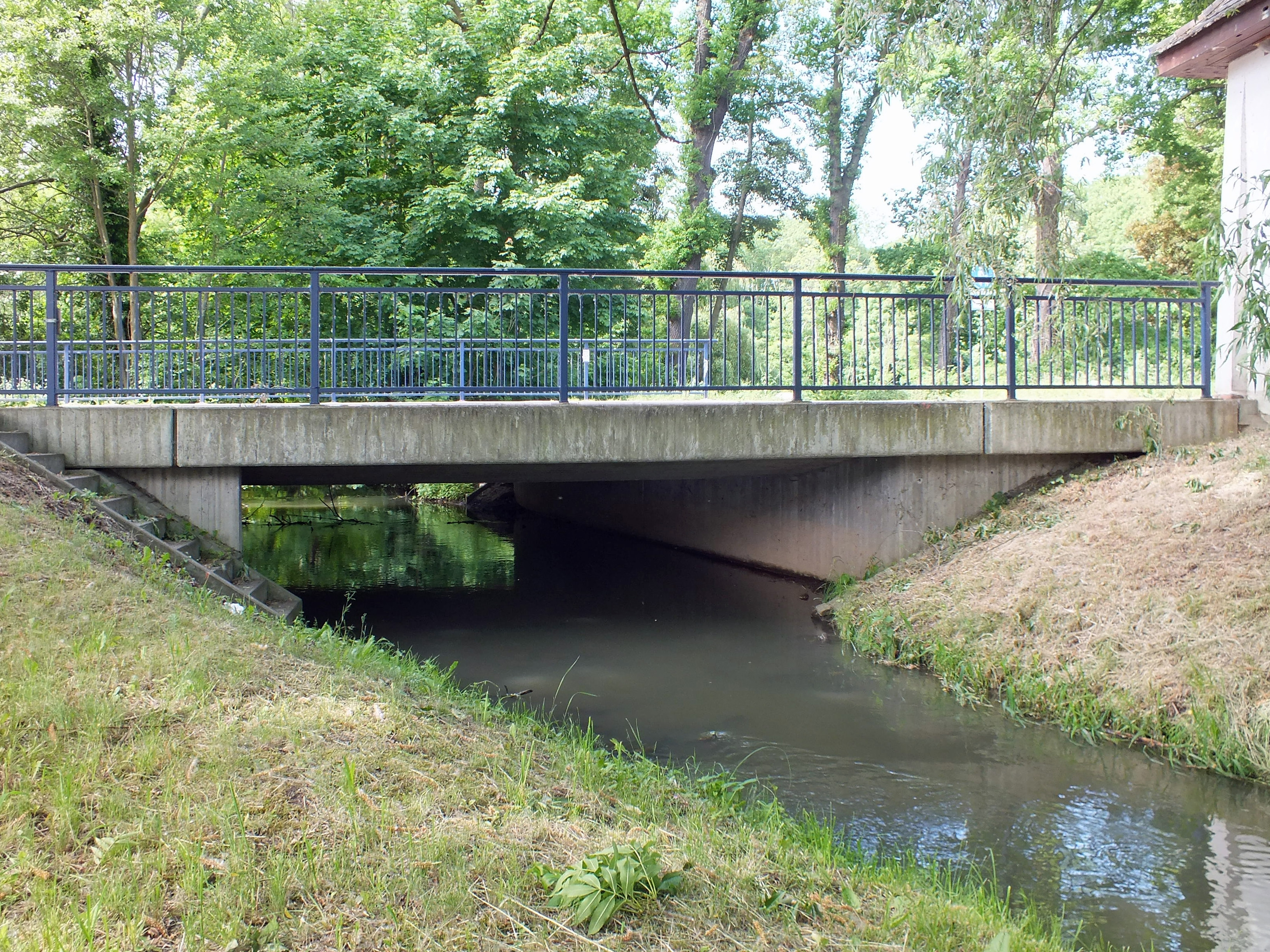
Unterquerung der Straße Böhlen–Rötha (S72)

## Geschichte
Die Kleine Pleiße zweigte ehemals ohne Stauhilfe auf natürliche Weise von der Pleiße nördlich von Trachenau ab und floss als Nebenarm östlich der Pleiße im flachen Pleißetal zum Teil mit abzweigenden Gräben in Richtung Rötha. Hier trieb sie die Schlossmühle an und wurde im Bereich des Schlosses und des Parks als Schlossgraben und zur Parkgestaltung mehrfach verzweigt. Nach Rötha floss sie in natürlichem Bett weiter nach Norden vorbei an Geschwitz, um nach einigen Mäandern vor Rüben in den dortigen Mühlgraben zu münden.
Erste Eingriffe in den südlichen Teil der Kleinen Pleiße ergaben sich durch die Anlage des Stausees Rötha in den Jahren 1938 bis 1940. Schließlich wurde der Nordteil um Geschwitz durch den Tagebau Espenhain und der Südteil um Trachenau durch Witznitz II (jetzt Kahnsdorfer See) überbaggert, was schließlich zu dem heutigen Verlauf führte.

## Nutzung
Neben der Entwässerung der Flurbereiche westlich von Rötha und der Ableitung des Überschusswassers aus dem Stausee Rötha besitzt die Kleine Pleiße auch Bedeutung für den Angelsport.